# هارمونی گولد آمریکا
هارمونی گولد آمریکا (انگلیسی: Harmony Gold USA) شرکت فیلم‌سازی آمریکایی است، که در سال ۱۹۸۳ توسط فاروق عجرمه تأسیس شد.